# Anon (Guda)
Anon ist eine osttimoresische Aldeia im Suco Guda (Verwaltungsamt Lolotoe, Gemeinde Bobonaro).

## Geographie
Anon bildet Gudas Territorium im Südosten von Lolotoe. Im Nordwesten und Westen grenzt es an den Suco Lupal und im Südwesten an den Suco Opa und den zu Cova Lima gehörenden Suco Labarai. Im Nordosten, Osten und Süden umschließt Anon der Suco Beco, der ebenfalls zu Cova LIma gehört. Der Fluss Foura bildet die Grenze zu Opa und Labarai. Im Norden der Aldeia liegt das Dorf Anon. Im Süden ist das Dorf Diluhilin zweigeteilt zwischen Guda und Beco. Der Lombane (485 m) ist ein Berg im Nordosten von Anon, der Lolo Kibes (430 m) befindet sich im Westen der Aldeia.
Im Dorf Anon steht eine Grundschule.

## Politik
2023 wurde Gilberto Fernandes zum Chefe de Aldeia gewählt.